# Кретова, Марина Александровна
Мари́на Алекса́ндровна Кре́това (род. 1 июля 1961, Москва) — советский прозаик, автор текстов песен, член Союза писателей СССР с 1988 года.

## Творчество
- книга «Делить радость» 1987 год, издательство «Молодая гвардия»;
- роман-альбом «Баронесса Вревская» 1998 год, издательство «Армада»;
- «Искательница приключений» 2000 год, издательство «Московская городская организация Союза писателей России»;

Автор текстов популярных песен и многочисленных журнальных публикаций.

## Награды
- премия Ленинского комсомола (1988) — за книгу «Делить радость» (1987)
- премия «Песня — 97»